# Jacksonville Stingrays
Los Jacksonville Stingrays fueron un equipo de baloncesto estadounidense con sede en Jacksonville, Florida, que compitieron una temporada en la World Basketball League. Disputaban sus partidos como local en el Jacksonville Coliseum, pabellón con capacidad para 10.276 espectadores.

## Historia
Los Stingrays se crearon en 1992, justo el año en que la liga entró en bancarrota. El 60% de la propiedad de cada equipo estaba en poder de la WBL, y a lo largo de su única temporada, apenas promediaron 579 aficionados por encuentro en un pabellón para más de 10.000, lo que hizo que el comisionado de la liga, John Geletka, decidiera que tanto los Stingrays como los Florida Jades abandonaran la competición. Hasta ese momento habían conseguido 5 victorias y 14 derrotas.

## Temporadas
| Temporada | Liga | Denominación           | G | P  | %    | Puesto | Play-off |
| --------- | ---- | ---------------------- | - | -- | ---- | ------ | -------- |
| 1992      | WBL  | Jacksonville Stingrays | 5 | 14 | 26,3 | 10º    | -        |